# Заосечная
Заосечная — деревня в Котласском районе Архангельской области.

## География
Находится в юго-восточной части Архангельской области, при автодороге А123, на расстоянии приблизительно 46 км на восток по прямой от административного центра округа города Котлас на правом берегу реки Виледь выше железнодорожного моста через нее.

## История
В 1859 году здесь (деревня Сольвычегодского уезда Вологодской губернии) было учтено 2 двора. До 2022 года входила в Черёмушское сельское поселение до его упразднения.

## Население
Численность населения: 5 человек (1859 год), 3 (русские 100 %) в 2002 году, 4 в 2010.